# Kéfalos (Kos)
Kéfalos (grec moderne : Κέφαλος) est une localité située dans le dème de Kos, dans le district régional de Kos, dans la périphérie d'Égée-Méridionale, en Grèce.
Selon le recensement de 2021, elle compte 2 329 habitants.